# Psychopathics From Outer Space Part 2
Psychopathics From Outer Space Part 2 – kompilacyjny album wydany nakładem Psychopathic Records w 2004 roku.
Płyta jest zbiorem tzw. "odrzutów" oraz unikatowych i niepublikowanych nigdy wcześniej nagrań artystów należących (w tamtym czasie) do Psychopathic Records: Insane Clown Posse, Twiztid, Anybody Killa, Blaze Ya Dead Homie, Esham, Jumpsteady oraz Zug Izland.
Gościnnie na płycie pojawili się Bushwick Bill, TNT, Fresh Kid Ice.
Jest to jedyna część "Psychopathics From Outer Space", na której udział wzięli Esham, Zug Izland, Anybody Killa i Jumpsteady.
Wszyscy oni w niedługim czasie opuścili Psychopathic Records (wyjątkiem był ABK który wrócił w 2007 roku).

## Lista utworów
| #  | Tytuł                   | Czas | Wykonawca                                                             |
| -- | ----------------------- | ---- | --------------------------------------------------------------------- |
| 1  | "Intro"                 | 0:13 |                                                                       |
| 2  | "Conquer"               | 3:47 | Violent J, Esham, ABK                                                 |
| 3  | "Hollywood, I'm Coming" | 2:47 | Twiztid                                                               |
| 4  | "Oldie But Goodie"      | 3:19 | Esham                                                                 |
| 5  | "Warrior"               | 3:57 | ABK                                                                   |
| 6  | "10 Bodies"             | 3:37 | Blaze Ya Dead Homie                                                   |
| 7  | "Out There"             | 3:31 | ICP (gość. Bushwick Bill)                                             |
| 8  | "Y"                     | 2:53 | Zug Izland                                                            |
| 9  | "Demon Faces"           | 2:54 | ICP, Twiztid, ABK, Esham                                              |
| 10 | "True Stories"          | 3:02 | Jumpsteady                                                            |
| 11 | "Some Fuckin' How"      | 3:11 | Violent J                                                             |
| 12 | "24's on a '84"         | 3:23 | Esham, Shaggy 2 Dope (gość. TNT)                                      |
| 13 | "Mr. Sesame Seed"       | 4:21 | Violent J, ABK                                                        |
| 14 | "Do It!"                | 2:21 | Shaggy 2 Dope                                                         |
| 15 | "Yuwannahoe"            | 3:54 | Twiztid                                                               |
| 16 | "Wicked Wild"           | 5:24 | ICP, Esham, 2 Live Crew                                               |
| 17 | "We Live"               | 3:29 | Zug Izland                                                            |
| 18 | "Bitch Shut Up"         | 3:49 | Blaze, Esham                                                          |
| 19 | "Under the Big Top"     | 3:00 | ICP                                                                   |
| 20 | "Stayin' Alive"         | 3:35 | ABK                                                                   |
| 21 | "Killin' Spree"         | 2:57 | Esham                                                                 |
| 22 | "Graverobbers"          | 4:11 | Dark Lotus                                                            |
| 23 | "Free Studio"           | 4:53 | ICP, Twiztid, ABK, Esham, Blaze Ya Dead Homie, Jumpsteady, Zug Izland |